# Сысоев, Пётр Матвеевич
Пётр Матве́евич Сысо́ев (15 июня 1906, Рославец, Смоленская губерния, Российская империя — 8 мая 1998, Москва) — советский художественный деятель, искусствовед, начальник главного управления изобразительных искусств Комитета по делам искусств при СНК/Совете Министров СССР, действительный член Академии художеств (АХ СССР) (1953), академик-секретарь (1953), главный учёный секретарь Президиума АХ СССР (1958-88). Заслуженный деятель искусств РСФСР (1968).

## Биография
Родился в 1906 году в деревне Рославец. Член КПСС.
С 1923 года — на хозяйственной, общественной и политической работе. В 1923—1931 годах — преподаватель истории и обществоведения в железнодорожной средней общеобразовательной школе и школе ФЗУ при депо станции Вязьма
1933-1934 гг. - старший научный сотрудник ГТГ.
1935-1938 гг. - редактор отдела искусства журнала «Новый мир» и в 1937-38 гг.  главный редактор издательства «Детская литература»
1936-1941 гг. - ответственный редактор журнала «Юный художник».
1940-1941, 1946-1951 гг. - ответственный редактор журнала «Искусство»
1942-1944 гг. - главный редактор и директор издательства «Искусство»
1941-1942 гг. - заместитель начальника, затем в 1944-1954 гг. - начальник главного управления изобразительных искусств Комитета по делам искусств при СНК/Совете Министров СССР, в 1946-1953 гг. - член Комитета по делам искусств при СНК СССР - Совете Министров СССР
С 1953 г. - действительный член Академии художеств (АХ СССР) и академик-секретарь АХ СССР
1958-1988 гг. - главный учёный секретарь Президиума АХ СССР
1988-1998 гг. - советник Президиума АХ СССР.
Умер в Москве в 1998 году.

## Основные публикации
- Лебедев А., Михайлов А., Меликадзе Е., Сысоев П. «Журнал «Искусство» и задачи художественной критики» // Журнал «Новый мир», 1935 г., № 3
- Лебедев А., Михайлов А., Меликадзе Е., Сысоев П. «Еще раз о журнале «Искусство» // Журнал «Новый мир», 1935 г., № 7.
- Лебедев А., Михайлов А., Меликадзе Е., Сысоев П. «Гоголевская Хивря в роли теоретика искусства» // Журнал «Новый мир», 1935 г., № 11
- «Советская живопись» (М., 1939, соавт. Е. Меликадзе)
- «Советские мастера сатиры 1941-1945». Альбом (М.-Л., 1946)
- Сысоев П. «Преодолеть недостатки в Союзе художников» // газета «Советское искусство», 27 ноября 1948 года
- Сысоев П. «Против космополитизма в искусствознании» // газета «Советское искусство», 5 марта 1949 года
- «Народное декоративное искусство СССР» (М., 1949, соавт. Б.В. Веймарн)
- «Мастера советского изобразительного искусства. Произведения и автобиографические очерки» Т. I. Живопись (М., 1951, соавт. В.А. Шквариков)
- «Константин Фёдорович Юон» (М., 1953)
- «Матвей Генрихович Манизер» (М., 1970)
- «Мастера советского изобразительного искусства. Х выставка произведений членов АХ. Живопись, скульптура, графика» (М., 1972)
- «В.И. Ленин в изобразительном искусстве». Альбом (М., 1976)
- «За власть Советов. Великий Октябрь в произведениях советских художников. Живопись» (М., 1977)
- «Лениниана скульптора М.Г. Манизера». Альбом (М., 1984)

## Награды и звания
- Заслуженный деятель искусств РСФСР (1968);
- Орден Почёта (1996)[3].